# Jamaica a 2020. évi nyári olimpiai játékokon
Jamaica a japán Tokióban megrendezett 2020. évi nyári olimpiai játékok egyik részt vevő nemzete volt. Az országot 6 sportágban 48 sportoló képviselte, akik összesen 9 érmet szereztek.

## Érmesek
| Érem  | Versenyző | Sportág  | Versenyszám     |
| ----- | --- | -------- | --------------- |
| Arany | Elaine Thompson-Herah                                                                                           | Atlétika | Női 100 m       |
| Arany | Elaine Thompson-Herah                                                                                           | Atlétika | Női 200 m       |
| Arany | Hansle Parchment                                                                                                | Atlétika | Férfi 110 m gát |
| Arany | Remona Burchell Shelly-Ann Fraser-Pryce Shericka Jackson Natasha Morrison Elaine Thompson-Herah Briana Williams | Atlétika | Női 4 × 100 m   |
| Ezüst | Shelly-Ann Fraser-Pryce                                                                                         | Atlétika | Női 100 m       |
| Bronz | Shericka Jackson                                                                                                | Atlétika | Női 100 m       |
| Bronz | Megan Tapper | Atlétika | Női 100 m gát   |
| Bronz | Ronald Levy | Atlétika | Férfi 110 m gát |
| Bronz | Junelle Bromfield Shericka Jackson Roneisha McGregor Janieve Russell Stacey-Ann Williams                        | Atlétika | Női 4 × 400 m   |

## Atlétika
Férfi
| Versenyző                                                               | Versenyszám | Előfutam     | Előfutam     | Elődöntő     | Elődöntő     | Döntő        | Döntő                    |
| Versenyző                                                               | Versenyszám | Idő          | Hely.        | Idő          | Hely.        | Idő          | Helyezés                 |
| ----------------------------------------------------------------------- | ----------- | ------------ | ------------ | ------------ | ------------ | ------------ | ------------------------ |
| Oblique Seville                                                         | 100 m       | 10,04        | 2.           | 10,09        | 4.           | kiesett      | kiesett                  |
| Tyquendo Tracey                                                         | 100 m       | visszalépett | visszalépett | visszalépett | visszalépett | visszalépett | visszalépett             |
| Yohan Blake                                                             | 100 m       | 10,06        | 2.           | 10,14        | 6.           | kiesett      | kiesett                  |
| Yohan Blake                                                             | 200 m       | visszalépett | visszalépett | visszalépett | visszalépett | visszalépett | visszalépett             |
| Rasheed Dwyer                                                           | 200 m       | 20,31        | 1.           | 20,13        | 2.           | 20,21        | 7.                       |
| Julian Forte                                                            | 200 m       | 20,65        | 6.           | kiesett      | kiesett      | kiesett      | kiesett                  |
| Nathon Allen                                                            | 400 m       | 46,12        | 4.           | kiesett      | kiesett      | kiesett      | kiesett                  |
| Demish Gaye                                                             | 400 m       | 45,49        | 4.           | 45,09        | 4.           | kiesett      | kiesett                  |
| Christopher Taylor                                                      | 400 m       | 45,20        | 3.           | 44,92        | 2.           | 44,79        | 6.                       |
| Ronald Levy                                                             | 110 m gát   | 13,17        | 1.           | 13,23        | 1.           | 13,10        | 3. helyezett, bronzérmes |
| Hansle Parchment                                                        | 110 m gát   | 13,23        | 2.           | 13,23        | 2.           | 13,04        | 1. helyezett, aranyérmes |
| Damion Thomas                                                           | 110 m gát   | 13,54        | 3.           | 13,39        | 3.           | kiesett      | kiesett                  |
| Jaheel Hyde                                                             | 400 m gát   | 48,54        | 1.           | 127,38       | 8.           | kiesett      | kiesett                  |
| Kemar Mowatt                                                            | 400 m gát   | 49,06        | 4.           | 48,95        | 5.           | kiesett      | kiesett                  |
| Shawn Rowe                                                              | 400 m gát   | 49,18        | 3.           | 48,83        | 6.           | kiesett      | kiesett                  |
| Yohan Blake Julian Forte Jevaughn Minzie Oblique Seville                | 4 × 100 m   | 37,82        | 1.           |              |              | 37,84        | 5.                       |
| Nathon Allen Karayme Bartley Demish Gaye Jaheel Hyde Christopher Taylor | 4 × 400 m   | 2:59,29      | 2.           | 2:58,76      | 6.           |              |                          |

| Versenyző      | Versenyszám   | Selejtező | Selejtező | Döntő    | Döntő    |
| Versenyző      | Versenyszám   | Eredmény  | Helyezés  | Eredmény | Helyezés |
| -------------- | ------------- | --------- | --------- | -------- | -------- |
| Tajay Gayle    | Távolugrás    | 8,14 m    | 4.        | 7,69 m   | 11.      |
| Carey McLeod   | Távolugrás    | 7,75 m    | 21.       | kiesett  | kiesett  |
| Carey McLeod   | Hármasugrás   | 16,01 m   | 24.       | kiesett  | kiesett  |
| Fedrick Dacres | Diszkoszvetés | 62,91 m   | 13.       | kiesett  | kiesett  |
| Traves Smikle  | Diszkoszvetés | 59,04 m   | 25.       | kiesett  | kiesett  |
| Chad Wright    | Diszkoszvetés | 62,93 m   | 12.       | 62,56 m  | 9.       |

Női
| Versenyző | Versenyszám | Előfutam | Előfutam | Elődöntő      | Elődöntő                 | Döntő   | Döntő                    |
| Versenyző | Versenyszám | Idő      | Hely.    | Idő           | Hely.                    | Idő     | Helyezés                 |
| --- | ----------- | -------- | -------- | ------------- | ------------------------ | ------- | ------------------------ |
| Elaine Thompson-Herah                                                                                           | 100 m       | 10,82    | 1.       | 10,76         | 1.                       | 10,61   | 1. helyezett, aranyérmes |
| Shelly-Ann Fraser-Pryce                                                                                         | 100 m       | 10,84    | 1.       | 10,73         | 1.                       | 10,74   | 2. helyezett, ezüstérmes |
| Shericka Jackson                                                                                                | 100 m       | 11,07    | 2.       | 10,79         | 2.                       | 10,76   | 3. helyezett, bronzérmes |
| Elaine Thompson-Herah                                                                                           | 200 m       | 22,86    | 3.       | 21,66         | 1.                       | 21,53   | 1. helyezett, aranyérmes |
| Shelly-Ann Fraser-Pryce                                                                                         | 200 m       | 22,22    | 1.       | 22,13         | 1.                       | 21,94   | 4.                       |
| Shericka Jackson                                                                                                | 200 m       | 23,26    | 4.       | kiesett       | kiesett                  | kiesett | kiesett                  |
| Roneisha McGregor                                                                                               | 400 m       | 51,14    | 2.       | 50,34         | 3                        | kiesett | kiesett                  |
| Candice McLeod                                                                                                  | 400 m       | 51,09    | 1.       | 49,51         | 2                        | 49,87   | 5.                       |
| Stephenie Ann McPherson                                                                                         | 400 m       | 50,89    | 1.       | 49,34         | 1                        | 49,61   | 4.                       |
| Natoya Goule | 800 m       | 1:59,83  | 1.       | 1:59,57       | 1                        | 1:58,26 | 8.                       |
| Aisha Praught-Leer                                                                                              | 1500 m      | 4:15,31  | 13.      | kiesett       | kiesett                  | kiesett | kiesett                  |
| Britany Anderson                                                                                                | 100 m gát   | 12,67    | 1.       | 12,40         | 1.                       | 13,24   | 8.                       |
| Megan Tapper | 100 m gát   | 12,53    | 2.       | 12,62         | 2.                       | 12,55   | 3. helyezett, bronzérmes |
| Yanique Thompson                                                                                                | 100 m gát   | 12,74    | 2.       | nem ért célba | nem ért célba            | kiesett | kiesett                  |
| Leah Nugent | 400 m gát   | kizárták | kizárták | kiesett       | kiesett                  | kiesett | kiesett                  |
| Janieve Russell                                                                                                 | 400 m gát   | 54,81    | 2.       | 54,10         | 2.                       | 53,08   | 4.                       |
| Ronda Whyte | 400 m gát   | kizárták | kizárták | kiesett       | kiesett                  | kiesett | kiesett                  |
| Remona Burchell Shelly-Ann Fraser-Pryce Shericka Jackson Natasha Morrison Elaine Thompson-Herah Briana Williams | 4 × 100 m   | 42,14    | 3.       |               |                          | 41,02   | 1. helyezett, aranyérmes |
| Junelle Bromfield Shericka Jackson Roneisha McGregor Janieve Russell Stacey-Ann Williams                        | 4 × 400 m   | 3:21,45  | 2.       | 3:21,24       | 3. helyezett, bronzérmes |         |                          |

| Versenyző           | Versenyszám   | Selejtező | Selejtező | Döntő    | Döntő    |
| Versenyző           | Versenyszám   | Eredmény  | Helyezés  | Eredmény | Helyezés |
| ------------------- | ------------- | --------- | --------- | -------- | -------- |
| Tissanna Hickling   | Távolugrás    | 6,22 m    | 24.       | kiesett  | kiesett  |
| Chanice Porter      | Távolugrás    | 6,19 m    | 25.       | kiesett  | kiesett  |
| Shanieka Ricketts   | Hármasugrás   | 14,43 m   | 6.        | 14,84 m  | 4.       |
| Kimberly Williams   | Hármasugrás   | 14,30 m   | 9.        | 14,51 m  | 8.       |
| Lloydricia Cameron  | Súlylökés     | 17,43 m   | 22.       | kiesett  | kiesett  |
| Danniel Thomas-Dodd | Súlylökés     | 18,37 m   | 13.       | kiesett  | kiesett  |
| Shadae Lawrence     | Diszkoszvetés | 62,27 m   | 12.       | 62,12 m  | 7.       |

Vegyes
| Versenyző                                                                       | Versenyszám | Előfutam | Előfutam | Döntő   | Döntő    |
| Versenyző                                                                       | Versenyszám | Idő      | Hely.    | Idő     | Helyezés |
| ------------------------------------------------------------------------------- | ----------- | -------- | -------- | ------- | -------- |
| Sean Bailey Karayme Bartley Junelle Bromfield Tovea Jenkins Stacey-Ann Williams | 4 × 400 m   | 3:11,76  | 3.       | 3:14,95 | 7.       |

## Cselgáncs
| Versenyző            | Versenyszám   | 32-es főtábla      | Nyolcaddöntő | Negyeddöntő | Elődöntő | Vigaszág elődöntő | Bronz- mérkőzés | Döntő   | Helyezés |
| -------------------- | ------------- | ------------------ | ------------ | ----------- | -------- | ----------------- | --------------- | ------- | -------- |
| Ebony Drysdale Daley | Női középsúly | Timo (POR) · 00-10 | kiesett      | kiesett     | kiesett  | kiesett           | kiesett         | kiesett | kiesett  |

## Műugrás
| Versenyző          | Versenyszám          | Selejtező | Selejtező | Elődöntő | Elődöntő | Döntő   | Döntő    |
| Versenyző          | Versenyszám          | Pont      | Helyezés  | Pont     | Helyezés | Pont    | Helyezés |
| ------------------ | -------------------- | --------- | --------- | -------- | -------- | ------- | -------- |
| Yona Knight-Wisdom | Férfi egyéni műugrás | 411,65    | 13.       | 362,95   | 15.      | kiesett | kiesett  |

## Ökölvívás
| Versenyző     | Versenyszám           | Nyolcaddöntő      | Negyeddöntő | Elődöntő | Döntő   | Helyezés |
| ------------- | --------------------- | ----------------- | ----------- | -------- | ------- | -------- |
| Ricardo Brown | Férfi szupernehézsúly | Kumar (IND) · 1-4 | kiesett     | kiesett  | kiesett | kiesett  |

## Torna
| Versenyző       | Versenyszám          | Selejtező    | Selejtező    | Döntő        | Döntő        |
| Versenyző       | Versenyszám          | Pont         | Helyezés     | Pont         | Helyezés     |
| --------------- | -------------------- | ------------ | ------------ | ------------ | ------------ |
| Danusia Francis | Női egyéni összetett | visszalépett | visszalépett | visszalépett | visszalépett |

## Úszás
| Versenyző     | Versenyszám          | Előfutam | Előfutam | Előfutam | Elődöntő | Elődöntő | Elődöntő | Döntő   | Döntő    |
| Versenyző     | Versenyszám          | Idő      | Hely.    | Össz.    | Idő      | Hely.    | Össz.    | Idő     | Helyezés |
| ------------- | -------------------- | -------- | -------- | -------- | -------- | -------- | -------- | ------- | -------- |
| Keanan Dols   | Férfi 200 m pillangó | 2:00,25  | 3.       | 34.      | kiesett  | kiesett  | kiesett  | kiesett | kiesett  |
| Keanan Dols   | Férfi 200 m vegyes   | 2:04,29  | 3.       | 43.      | kiesett  | kiesett  | kiesett  | kiesett | kiesett  |
| Alia Atkinson | Női 100 m mell       | 1:07,70  | 3.       | 22.      | kiesett  | kiesett  | kiesett  | kiesett | kiesett  |